# Karl Friedrich Rauer
Karl Friedrich Rauer (* 1800; † 26. März 1871 in Berlin) war ein deutscher Verwaltungsbeamter, Schriftsteller und Sachbuchautor.

## Leben
Rauer hatte literarische Neigungen und überraschte seine Zeitgenossen 1833 mit einer philosophischen Abhandlung über Staatskunst. Als Redakteur war er für die Kameralistische Zeitung tätig. Er wirkte später als preußischer Geheimer Kanzleirat im Ministerium des Inneren. Er veröffentlichte eine Reihe von Abhandlungen über die Verwaltungsstruktur und Gesetzgebung der preußischen Monarchie.

## Werke
- Die Probleme der Staatskunst, Philosophie und Physik. Zur Herbeiführung eines besseren Zustandes für Fürsten und Völker, Wissenschaft und Leben, auf das Befriedigendste gelöst.  Kollmann, Leipzig 1833 (Google Books).
- Die preußische Paß-Polizei-Verwaltung, systematisch dargestellt. Nordhausen/Leipzig 1844.[2]
- Die ständische Gesetzgebung der Preußischen Staaten. Heymann, Berlin 1845.
  - Teil I: Texte der ständischen Gesetze.
  - Teil II: Systematische Darstellung der ständischen Gesetzgebung (Google Books).
- Die ständische Gesetzgebung der Preußischen Staaten. (Neue Folge). Heymann, Berlin 1853.
  - Teil I: Texte der ständischen Gesetze (Google Books).
  - Teil II: Systematische Darstellung der ständischen Gesetzgebung (Google Books).
- Hand-Matrikel der in sämmtlichen Kreisen des Preussischen Staats auf Kreis- und Landtagen vertretenen Rittergüter. Berlin 1857 (Google Books).
- Alphabetischer Nachweis (Adressbuch) des in den Preussischen Staaten mit Rittergütern angesessenen Adels. Berlin 1857 (Google Books).
- Preußisches Landbuch, Handnotizen über die im Land Preußen bestehenden Wohlthätigkeitsanstalten, milden und gemeinnützigen Stiftungen, Institute. Gesellschaften, Vereine etc.., Berlin 1866.